# Коммуна (Брасовский район)
Коммуна «Пчела» (также Пчела-Коммуна, Пчела, Коммуна) — посёлок в Брасовском районе Брянской области, в составе Крупецкого сельского поселения. 
 Расположен в 8 км к юго-западу от пгт Локоть, на автодороге Локоть—Суземка. Население — 229 человек (2010).

## История
Возник в 1919 году на хозяйственной базе монастыря «Площанская пустынь» (в 1924 году монастырь был полностью закрыт, с 1994 — вновь действующий). Первоначально использовались только монастырские постройки, позднее посёлок значительно разросся. До 2005 года входил в состав Крупецкого сельсовета.
| Годы      | 1926 | 1979 | 1989 | 2002 | 2010 |
| --------- | ---- | ---- | ---- | ---- | ---- |
| Население | 125  | 390  | 265  | 287  | 229  |